# John Hoppner

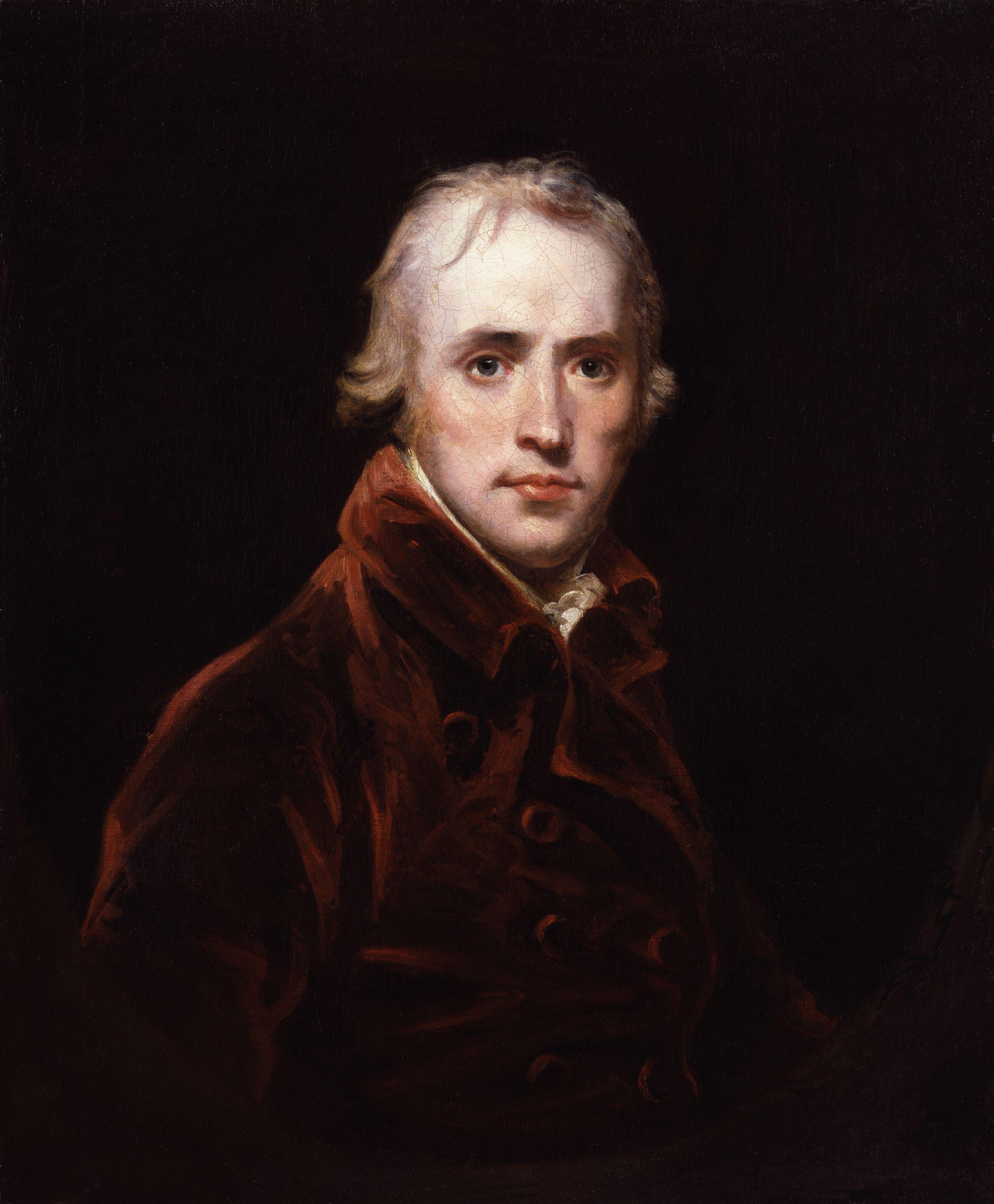
John Hoppner, självporträtt omkring 1780.

John Hoppner, född 1758, död 23 januari 1810, var en brittisk målare.
Efter studier vid konstakademin ägnade sig Hoppner åt landskaps- och framför allt porträttkonst. Som porträttör var han mycket anlitad av hovet och högadeln. Han var även en svår konkurrent till Thomas Lawrence. Hoppner var starkt påverkad av Joshua Reynolds i teknik och komposition och har ofta kallats Reynoldsepigon, men hans utomordentligt kultiverade färgsinne och goda karakteriseringsförmåga gör ett sådant omdöme oberättigat. Hoppner har producerat en oerhörd mängd porträtt, varav de flesta finns i privat ägo. En del av hans mest beundrade alster bevaras i St. James’s Palace och National Gallery.

## Konstnärens arbete

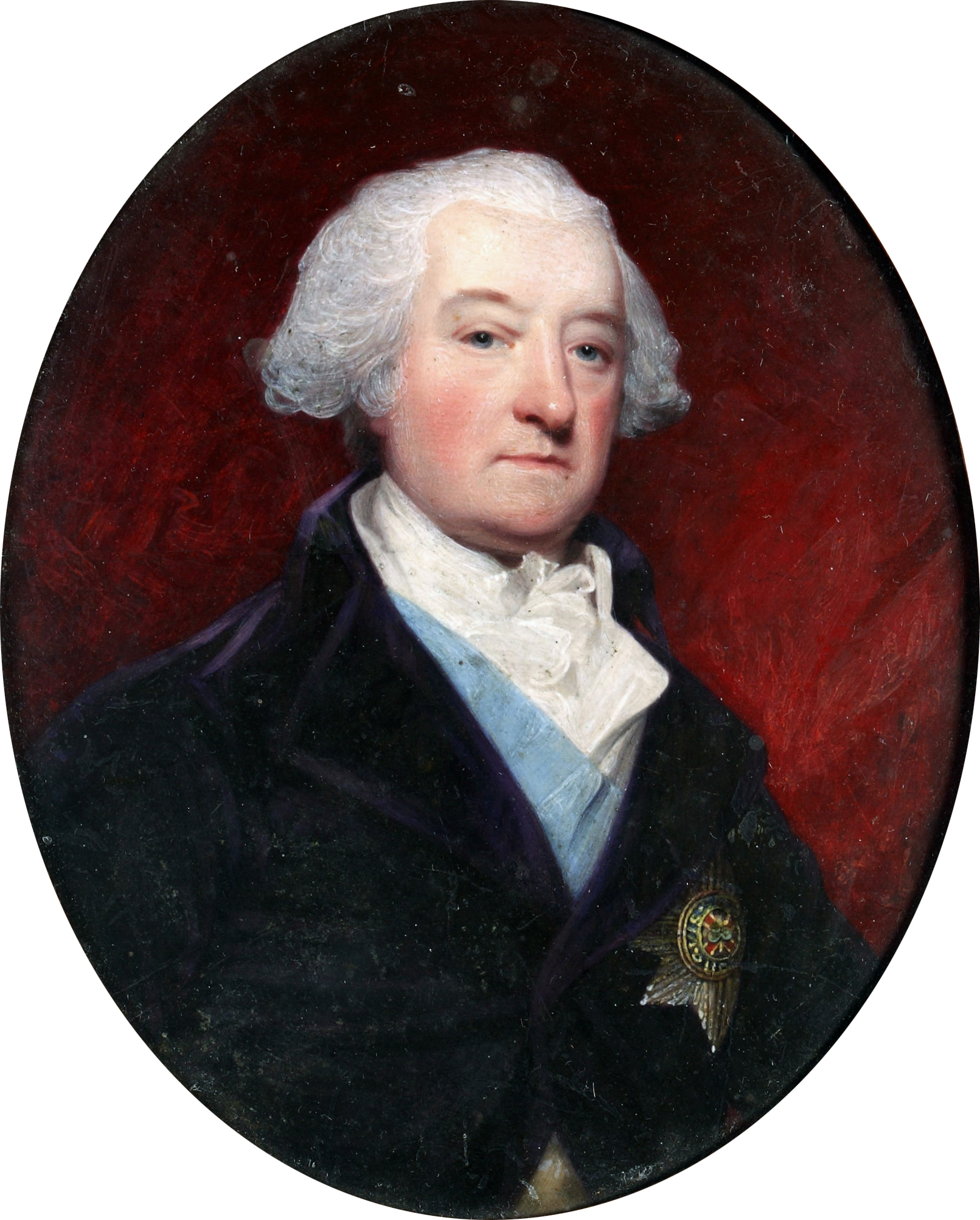
O'Brien, 1st Marquess of Thomond
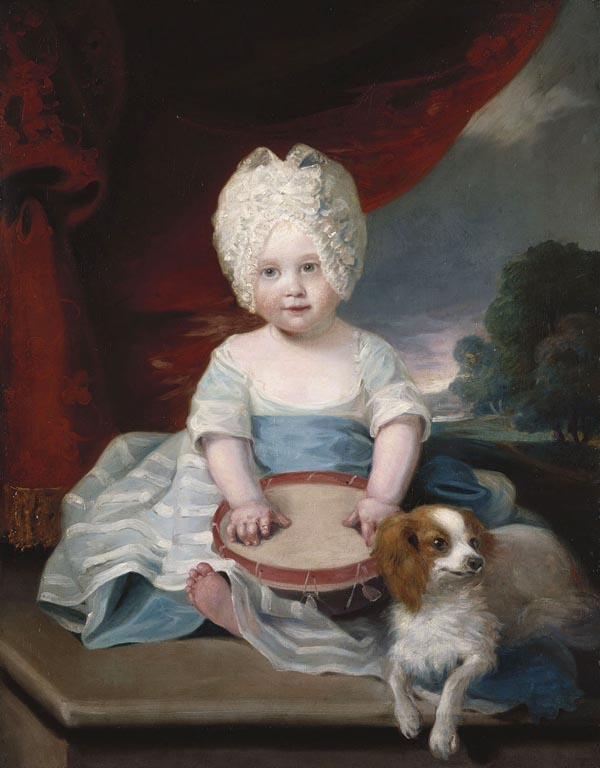
Princess Amelia, 1785
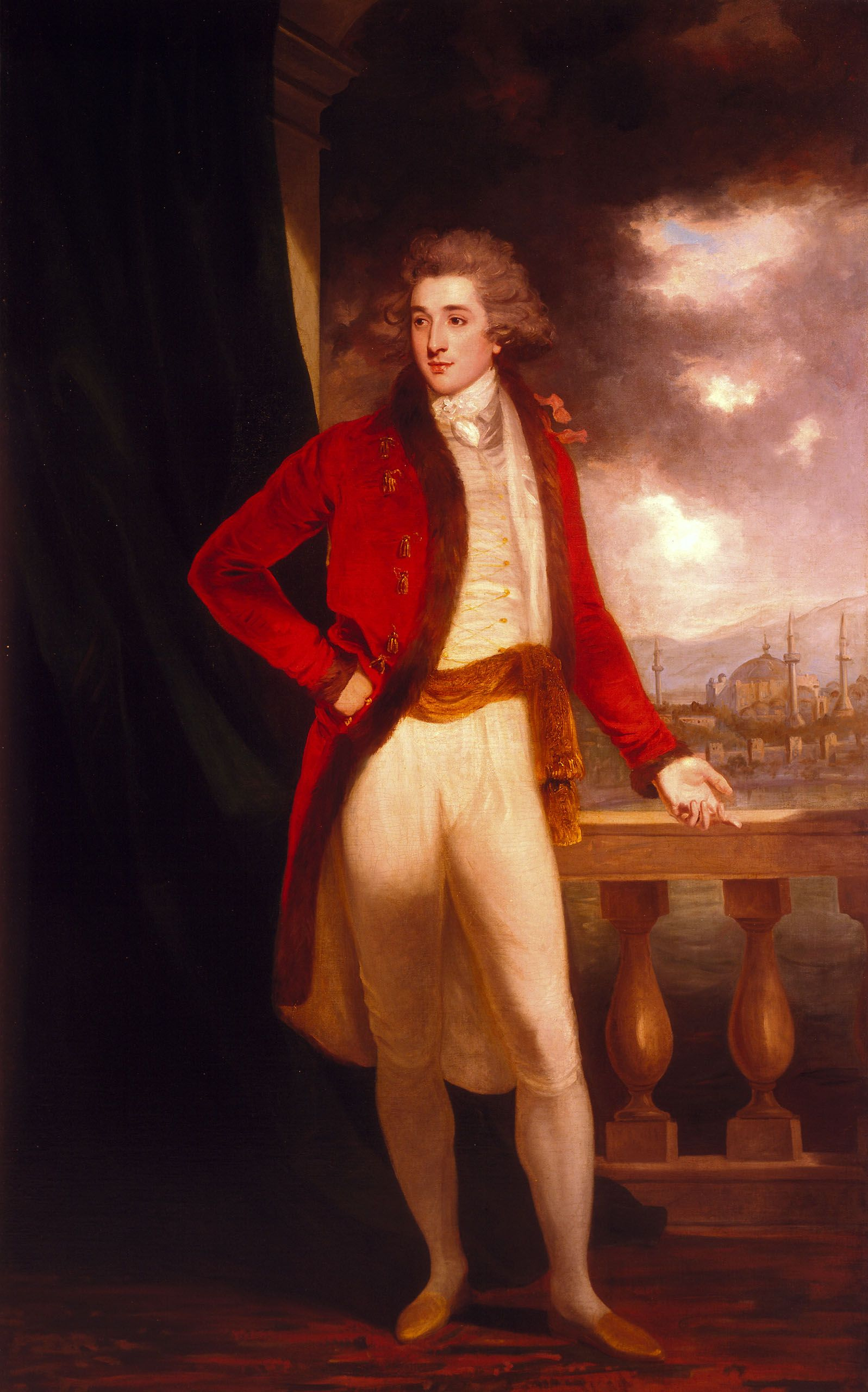
Mrs. Cholmondeley, 1791
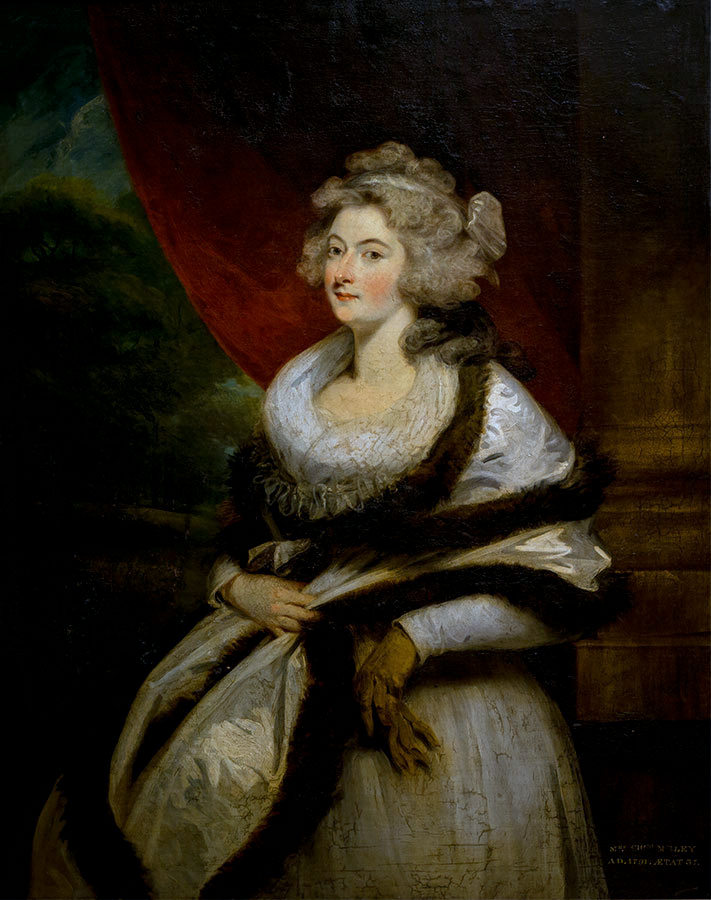
Mrs. Cholmondeley
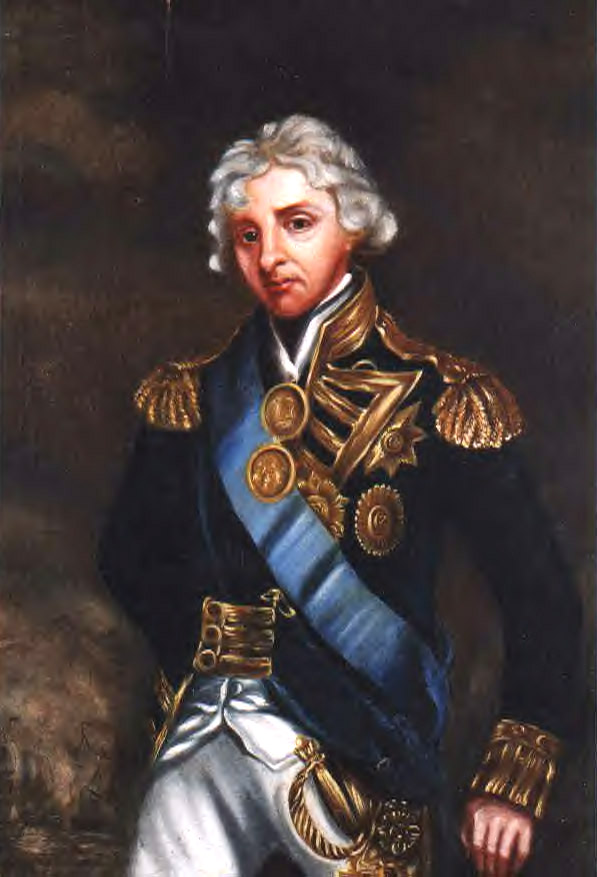
Horatio Lord Nelson
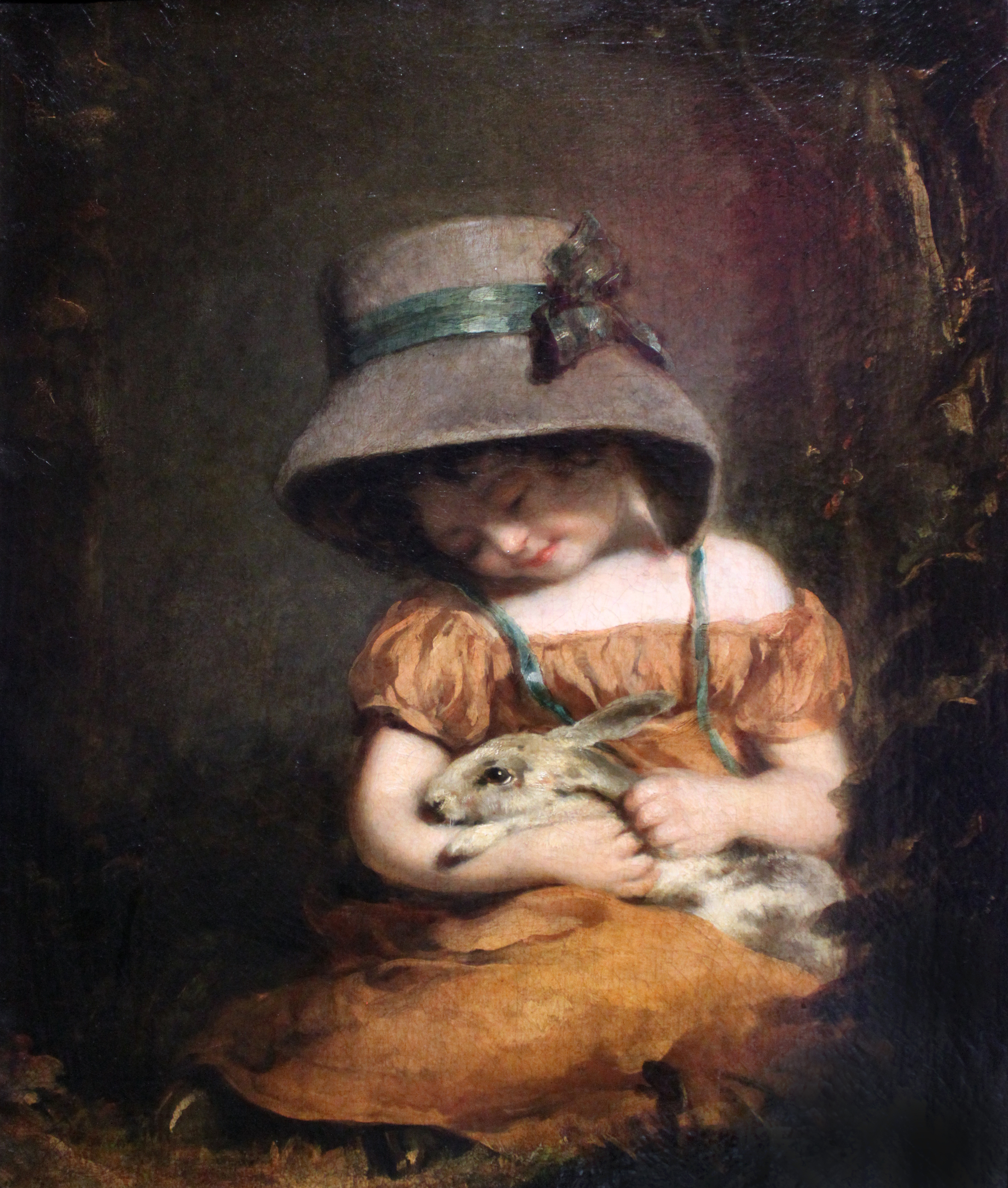
Flicka med kanin, 1800, Städelsches Kunstinstitut
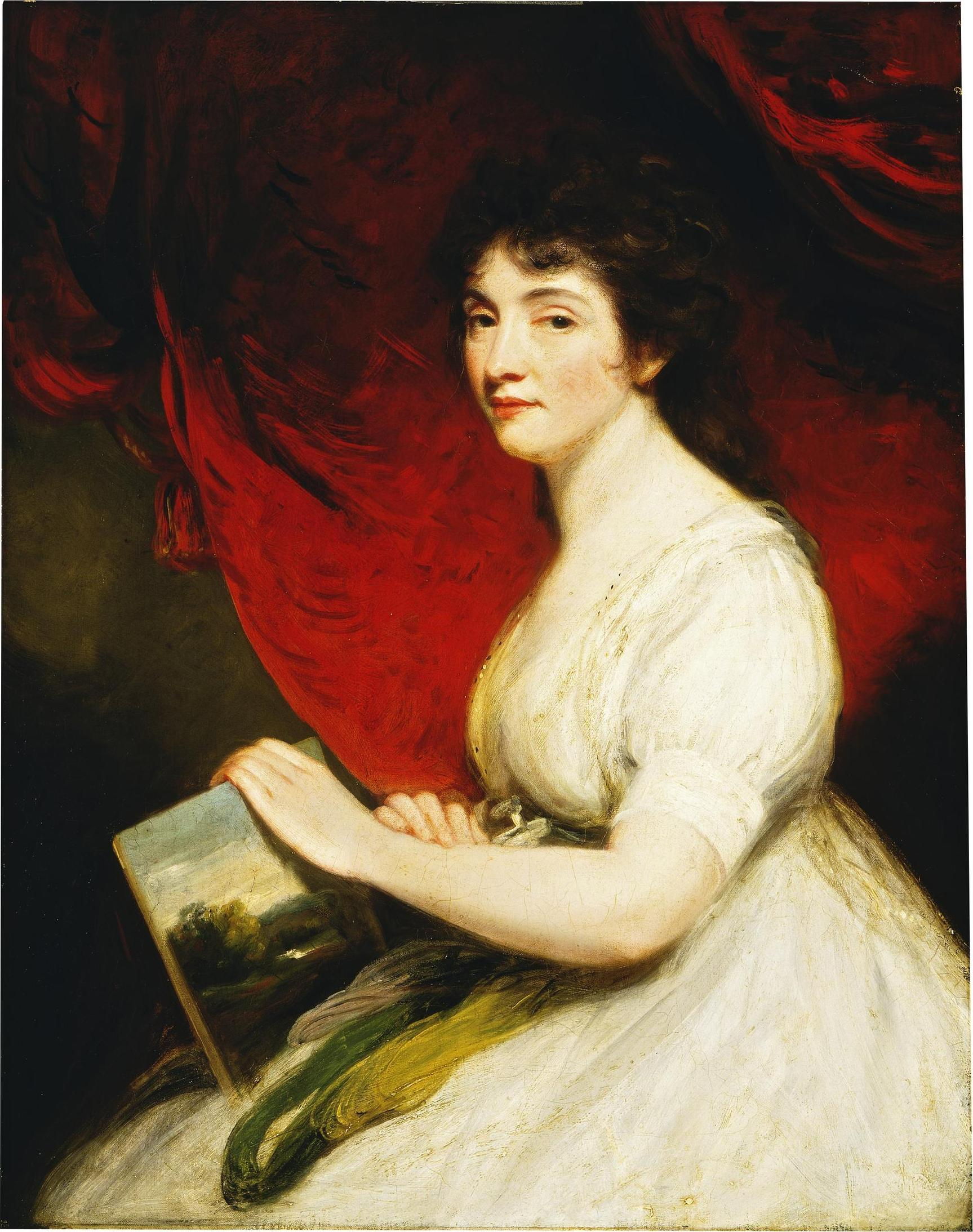
Miss Mary Lindwood, 1800
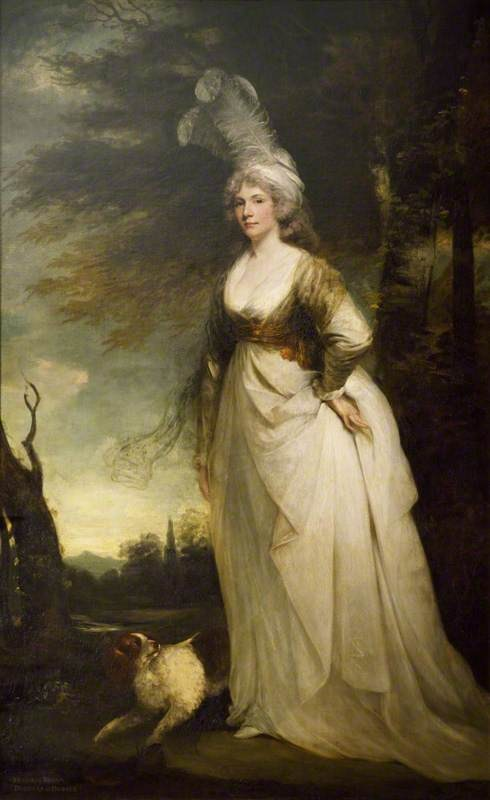
Arabella, Duchess of Dorset